# Kijimadaira
Kijimadaira (jap. 木島平村 Kijimadaira-mura) – wieś w Japonii, na wyspie Honsiu, w prefekturze Nagano. Według danych na rok 2020 miejscowość zamieszkiwało 4 375 mieszkańców , a gęstość zaludnienia wyniosła 44 os./km².